# Büffelzikade
Die Büffelzikade (Stictocephala bisonia, engl.: Buffalo Treehopper), auch Büffelzirpe oder Amerikanische Büffelzikade genannt, ist eine Rundkopfzikade (Cicadomorpha) aus der Familie der Buckelzikaden (Membracidae). Sie wurde Anfang des 20. Jahrhunderts aus den USA nach Europa eingeschleppt. Inzwischen gilt sie hier und in Nordafrika bis nach Mittelasien als eingebürgert.

## Merkmale
Die in der Grundfärbung leuchtend grünen Büffelzikaden erreichen Körperlängen zwischen sechs und neun Millimetern. Ihr mächtiger, nach oben gewölbter Halsschild (Pronotum) ist in zwei seitliche, dunkel getönte Dornen und einen breiten nach hinten gerichteten, schmal hell gerandeten Fortsatz ausgezogen. Die Komplexaugen treten kugelig hervor. Die Punktaugen (Ocellen) auf der Stirn (Frons) sind deutlich zu erkennen. Körper und Beine sind ebenso leuchtend grün mit zum Teil bräunlichen Anteilen, die Tarsen sind rötlich-braun getönt. Die Vorderflügel sind häutig und durchscheinend hell.
Die grau-grünen Larven tragen dorsal eine Reihe von Borstenhaaren. Der Halsschild ist bereits deutlich gewölbt. Das letzte Segment des schmal zulaufenden Hinterleibes ist nach oben gerichtet und läuft konisch zu. Es ist etwa so lang wie oder länger als die drei davor liegenden Segmente des Abdomens.

## Taxonomie
Die schon seit über 200 Jahren bekannte Art wurde erst 1977 formal erstbeschrieben. Vorher war sie als Ceresa bubalus Fabricius 1794 bekannt, 1949 von Caldwell in die Gattung Stictocephala umgruppiert. Eine spätere Untersuchung der Typusexemplare in der Sammlung Fabricius in Kopenhagen hatte dann aber ergeben, dass die dort gesammelten Tiere gar nicht der Art angehörten. Die schon lange gut bekannte Art hatte nun keinen wissenschaftlichen Namen mehr und musste neu beschrieben werden. Der brasilianische Entomologe Gabriel Simoes de Andrade ist der Meinung, dass der Name Cerasa alta Walker, 1851, auf diese Art zu beziehen wäre, die demnach Stictocephala alta hieße. Diese Ansicht hat sich aber nicht durchgesetzt.

## Verbreitung

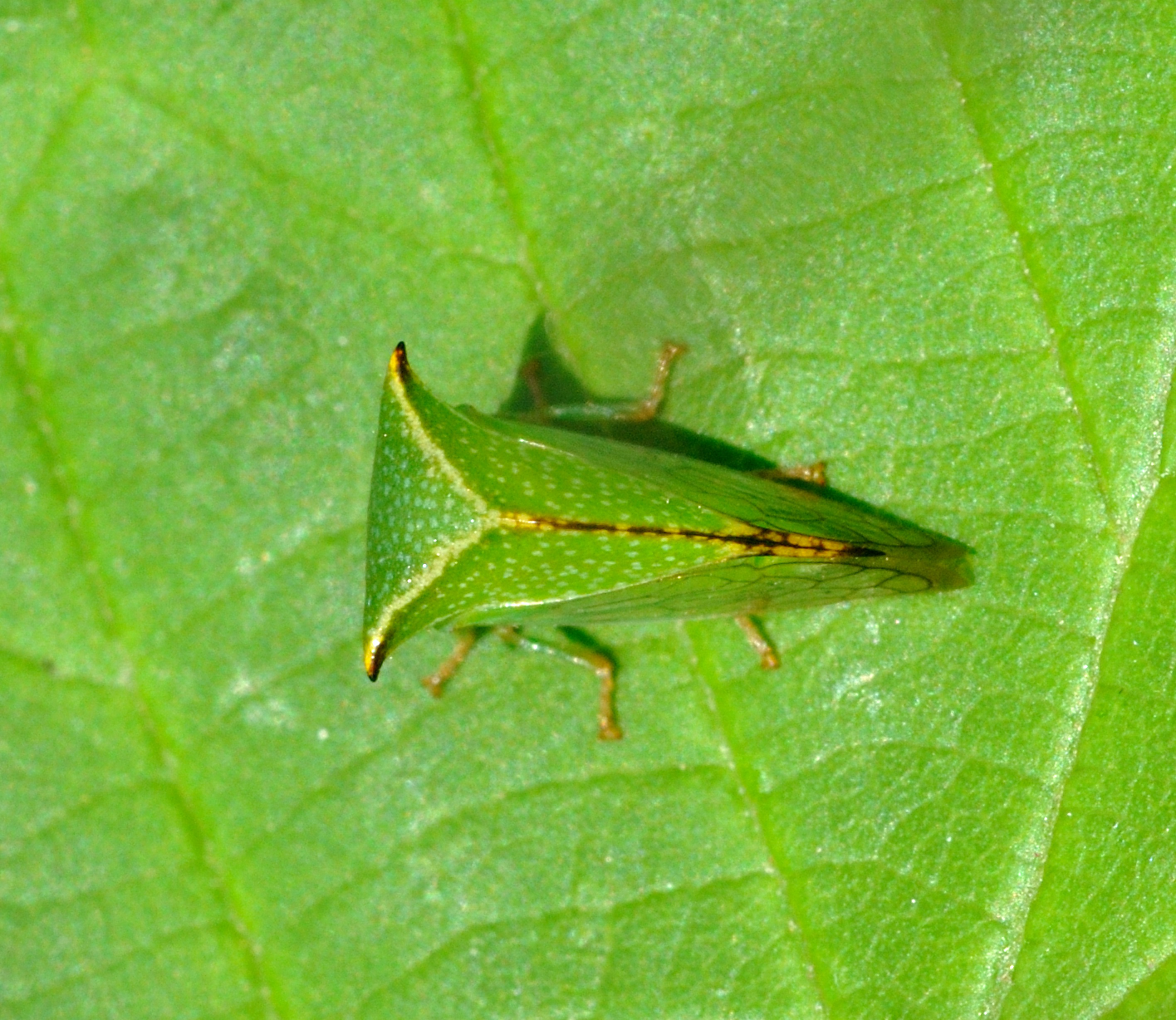
Büffelzikade aus dem Norden Frankfurts

Die ursprünglich aus Nordamerika stammende Büffelzikade wurde Anfang des 20. Jahrhunderts vermutlich mit Obstreisern nach Europa eingeschleppt. Sie wurde 1912 erstmals aus dem damaligen Ungarn gemeldet. Seitdem hat sie sich rasch über den gesamten Mittelmeerraum bis nach Nordafrika sowie über Kirgisistan und Kasachstan nach Mittelasien ausgebreitet. Der Erstnachweis aus der Schweiz (Wallis) stammt von 1938. In Mitteleuropa ist sie seit den 1960er Jahren bekannt und breitet sich auch hier als Neozoon kontinuierlich nach Norden aus. 1966 wurde sie erstmals in Deutschland, am Isteiner Klotz bei Lörrach, nachgewiesen, seit 2000 bei Darmstadt, 2003 bereits südlich von Frankfurt am Main und im Saarland, 2004 im Norden Frankfurts und im südlichen Brandenburg und 2005 im Main-Taunus-Kreis. Die nördliche Verbreitungsgrenze verläuft aktuell durch das Ruhrgebiet in Nordrhein-Westfalen.

## Lebensweise

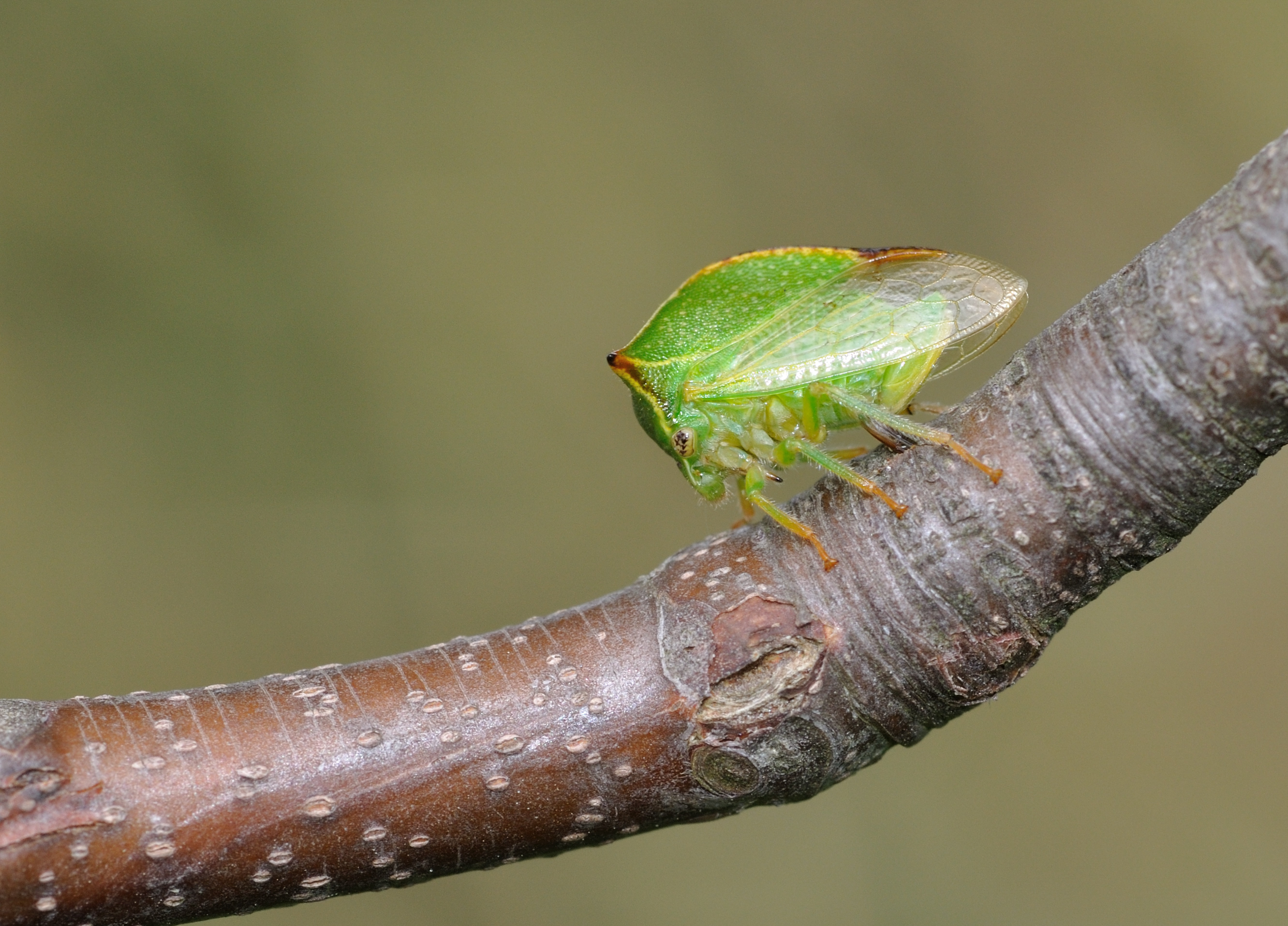
Büffelzikade bei der Eiablage

Büffelzikaden Larve

Die Büffelzikade lebt in Kraut- und Gehölzsäumen, überwiegend an Flüssen, Bächen und Gräben sowie im Kulturland. Die Larven und die erwachsenen Tiere ernähren sich von Pflanzensäften, die sie mit ihren speziell gebauten, stechend-saugenden Mundwerkzeugen aufnehmen. Sie sind polyphag, das heißt, sie nutzen eine Vielzahl verschiedener Pflanzenarten als Nahrung. Sie nutzen den Phloem-Saft der Leitungsbahnen von Gehölzen wie Rosen (Rosa), Äpfel (Malus), Birnen (Pyrus), Pflaumen (Prunus) Hartriegel (Cornus), Weißdorne (Crataegus), Pappeln (Populus) oder Ulmen sowie von Weinreben. Die Larven entwickeln sich ausschließlich an krautigen Pflanzen wie Kronwicken (Coronilla), Steinklee (Melilotus), Wiesen-Klee (Trifolium pratense) Chrysanthemen (Chrysanthemum) oder Beifuß Artemisia.
Büffelzikaden bilden eine Generation im Jahr (univoltin). Die Überwinterung erfolgt im Eistadium. Die ersten erwachsenen Tiere erscheinen ab Mitte Juli und sind bis Ende Oktober zu finden. Die Weibchen legen die Eier in Gruppen von fünf bis zwölf in selbstgefertigte, halbmondförmige Rindenschlitze. Für die Eiablage werden niedrigwüchsige Rosengewächse (Rosaceae) bevorzugt, wo die Eier überwintern. Es wird aber eine Vielzahl anderer Laubgehölze, einschließlich Baumarten, akzeptiert. Die geöffneten Stellen der Eiablageplätze dienen den Larven im Frühjahr als erste Nahrung. Die Larven wechseln von den Gehölzen zur weiteren Entwicklung in die Krautschicht.

## Wirtschaftliche Bedeutung

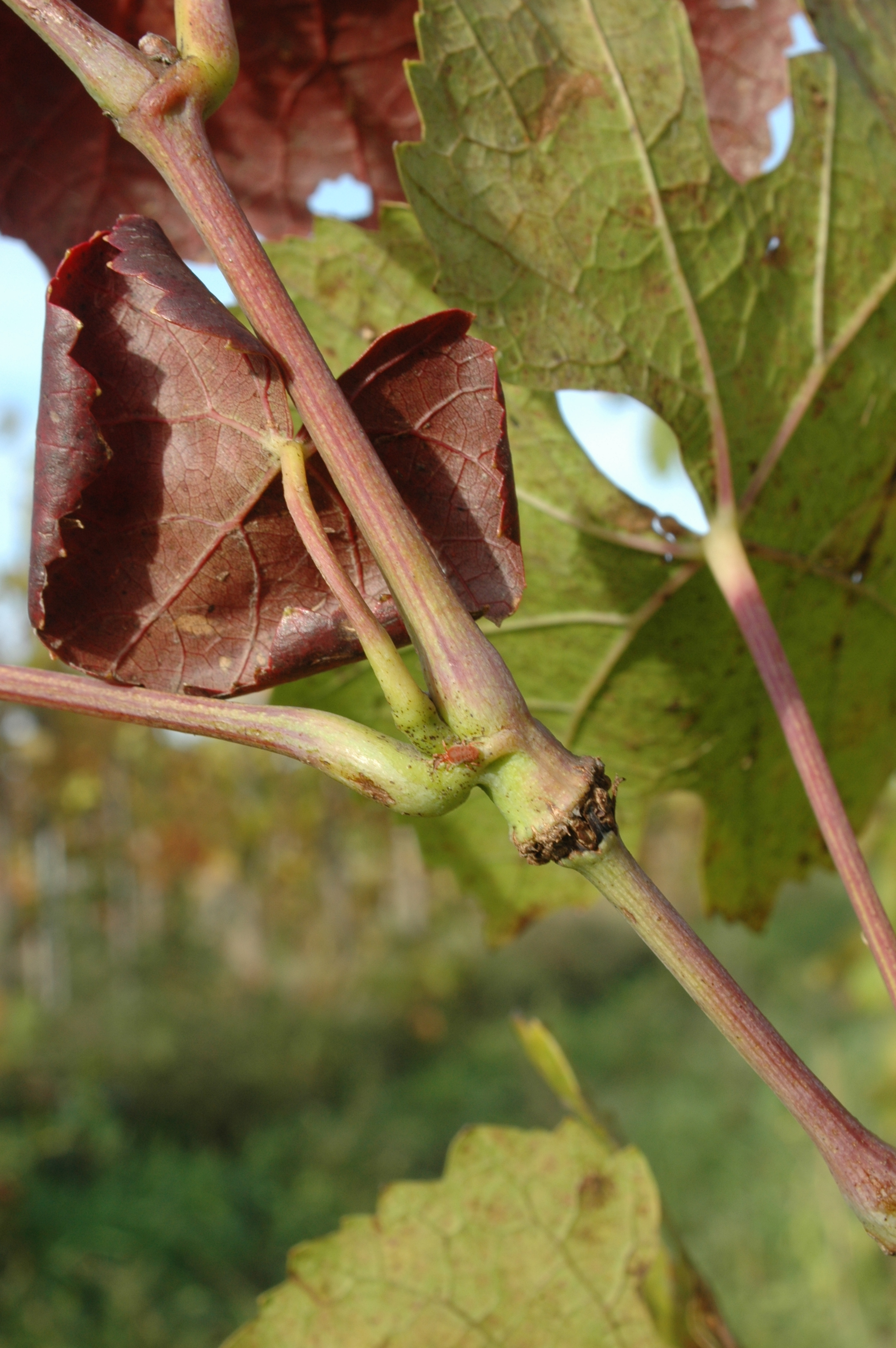
Blattfarbveränderung (Rotfärbung) bei einem Rebtrieb oberhalb der Einstiche (Triebverdickung, Wucherung) verursacht durch Büffelzikaden.

Die Eiablageplätze können sehr zahlreich dicht beieinander liegen. Die Pflanzenteile, die über den Eiablagestellen
liegen, sterben in der Regel ab. Auf diese Weise können Gehölze schwer geschädigt werden, denn die aufgeschlitzten Stellen ermöglichen das Eindringen von Krankheitskeimen mit der Folge von Wucherungen und potenziellen Ertragseinbußen vor allem in Obstkulturen.
Die Büffelzikade tritt inzwischen auch in Rebkulturen vermehrt auf, wo sie durch die Saugtätigkeit und durch die Eiablage Schäden an den Gehölzen anrichten kann. Durch den Speichel der Tiere werden Substanzen in das Zellgewebe der Pflanzen eingetragen, die zu Wucherungen führen und schließlich zum Absterben darüber liegender Triebteile.

## Weiteres
Die Eier können von der Zwergwespe Polynema striaticorne parasitiert werden.